# Tour de Flandes femenino 2014
La 11.ª edición del Tour de Flandes femenino se celebró el 6 de abril de 2014 sobre un recorrido de 139 km con inicio y final en la ciudad de Oudenaarde en Bélgica.
La carrera hizo parte de la Copa del Mundo de Ciclismo Femenina y fue ganada por la ciclista neerlandesa Ellen van Dijk del equipo Boels Dolmans. El podio lo completaron la ciclista británica Lizzie Armitstead también del Boels Dolmans y la ciclista sueca Emma Johansson del equipo Orica-AIS.

## Equipos
Tomaron parte en la carrera un total de 26 equipos invitados por la organización, quienes conformaron un pelotón de 161 ciclistas de las cuales terminaron 86. Los equipos participantes fueron:
| Equipos femeninos (24)- Alé Cipollini - Astana BePink Womens - Bigla - Bizkaia-Durango - Boels Dolmans - BTC City Ljubljana - Estado de México-Faren - Futurumshop.nl-Zannata - Giant-Shimano - Hitec Products - Lointek - Lotto-Belisol Ladies - Orica-AIS - Parkhotel Valkenburg - Poitou-Charentes.Futuroscope.86 - RusVelo - Team Rytger - SC Michela Fanini Rox - Servetto Footon - Specialized-Lululemon - Top Girls Fassa Bortolo - Topsport Vlaanderen-Pro-Duo - Vaiano Fondriest - Wiggle Honda Equipo nacional- Estados Unidos Equipo femenino de ciclismo amateur- Firefighters Upsala CK |
| |

## Clasificaciones finales
Las clasificaciones finalizaron de la siguiente forma:

### Clasificación general
| \| Clasificación general \| Clasificación general \| Clasificación general \| Clasificación general \| Clasificación general \| \| Ciclista \| Ciclista \| Equipo \| Tiempo \| \| \| --------------------- \| --------------------- \| --------------------- \| --------------------- \| --------------------- \| \| 1.ª \| Ellen van Dijk \| Boels Dolmans \| 3 h 47 min 50 s \| \| \| 2.ª \| Lizzie Armitstead \| Boels Dolmans \| + 1 min 01 s \| \| \| 3.ª \| Emma Johansson \| Orica-AIS \| + 1 min 01 s \| \| \| 4.ª \| Elisa Longo Borghini \| Hitec Products \| + 1 min 03 s \| \| \| 5.ª \| Annemiek van Vleuten \| Rabo Liv Women \| + 1 min 03 s \| \| \| 6.ª \| Anna van der Breggen \| Rabo Liv Women \| + 1 min 03 s \| \| \| 7.ª \| Liesbet de Vocht \| Lotto Belisol Ladies \| + 1 min 03 s \| \| \| 8.ª \| Megan Guarnier \| Boels Dolmans \| + 1 min 03 s \| \| \| 9.ª \| Tiffany Cromwell \| Specialized-Lululemon \| + 1 min 03 s \| \| \| 10.ª \| Evelyn Stevens \| Specialized-Lululemon \| + 1 min 03 s \| \| |                      |                       |                 |
| |                      |                       |                 |
| Fuentes: ProCyclingStats Cycling Quotient |                      |                       |                 |
| Clasificación general |                      |                       |                 |
| Ciclista | Ciclista             | Equipo                | Tiempo          |
| 1.ª | Ellen van Dijk       | Boels Dolmans         | 3 h 47 min 50 s |
| 2.ª | Lizzie Armitstead    | Boels Dolmans         | + 1 min 01 s    |
| 3.ª | Emma Johansson       | Orica-AIS             | + 1 min 01 s    |
| 4.ª | Elisa Longo Borghini | Hitec Products        | + 1 min 03 s    |
| 5.ª | Annemiek van Vleuten | Rabo Liv Women        | + 1 min 03 s    |
| 6.ª | Anna van der Breggen | Rabo Liv Women        | + 1 min 03 s    |
| 7.ª | Liesbet de Vocht     | Lotto Belisol Ladies  | + 1 min 03 s    |
| 8.ª | Megan Guarnier       | Boels Dolmans         | + 1 min 03 s    |
| 9.ª | Tiffany Cromwell     | Specialized-Lululemon | + 1 min 03 s    |
| 10.ª | Evelyn Stevens       | Specialized-Lululemon | + 1 min 03 s    |